# Йосиф (Гірняк)
Йо́сиф Гірня́к (21 червня 1902, Коломия — 15 серпня 1979, Яремче) — український церковний діяч, священник УГКЦ, педагог, професор Станіславівської духовної семінарії, титулярний єпископ-помічник Львівської архієпархії підпільної УГКЦ.

## Життєпис
Народився в Коломиї в родині священника Юстина Гірняка (2 лютого 1877, Бучачі — 16 липня 1958, Філадельфія) і його дружини Юлії. Закінчив Станіславівську гімназію, в 1924–1929 роках навчався на гуманістичному відділі (історія і німецька філологія) Львівського університету. В 1930–1931 роках закінчив торговельну школу і відбув бухгалтерську практику в Центробанку у Львові. В 1931–1937 роках студіював філософію і богослов'я в Урбаніанському університеті в Римі, проживаючи в Українській Папській Колегії св. Йосафата. Навчання завершив бакалавратом з філософії і ліценціатом з богослов'я. 18 квітня 1937 року в Римі отримав священничі свячення з рук російського греко-католицького єпископа Олександра Євреїнова.

### Душпастирська і викладацька праця
Після свячень працював катехитом народних шкіл у Надвірній, а з 1942 року душпастирював у селах Королівка Кудринецького деканату і Постолівка Гусятинського деканату. Був професором догматики і християнської філософії в духовній семінарії в Станіславові, а крім того катехитом української гімназії і капеланом єпископа Григорія Хомишина. Після ліквідації УГКЦ підпільно душпастирював, офіційно працюючи бухгалтером дитячої лікарні в Станіславові.

### В'язень ГУЛАГу
Заарештований 18 грудня 1949 року і до суду перебував у Станіславівській тюрмі. Про його перебування там згадував Йосиф Сліпий, який чув від о. Авксентія Бойчука, що «в Станиславівській тюрмі мав добре держатися о. Йосиф Гірняк, бо, йдучи коритарем, мав півголосом сказати: «Confessores sumus» (ми — ісповідники). Це, без сумніву, був добрий об'яв». 14 серпня 1950 року засуджений Особливою нарадою при МДБ за антирадянську пропаганду на 10 років позбавлення волі. Покарання відбував у Караганді. Після звільнення бл. 1960 року проводив підпільну душпастирську діяльність. Працював на лісопильні..
Помер 15 серпня 1979 року і похований в Яремчому.

## Єпископ підпільної УГКЦ
В 1964 році владика Василь Величковський, очікуючи можливого повторного арешту, щоб не перервалася лінія єпископів, висвятив кількох таємних ієрархів. Відомо, що його наступник, Володимир Стернюк, був хіротонізований 2 липня 1964 року. Цілком вірогідним є те, що в той самий час був висвячений титулярний єпископ-помічник Йосиф Гірняк і наділений єпископськими повноваженнями, зокрема правом висвячувати священників.